# Улхаснагар
Улхаснага́р (англ. Ulhasnagar, маратхи उल्हासनगर) — город на западе Индии, в штате Махараштра, расположенный на территории округа Тхане. Город является частью агломерации Большого Мумбаи. Название происходит от реки Улхас, протекающей к северу от города.

## География
Город находится в западной части Махараштры, в долине реки Улхас, по соседству с городами Кальян и Домбивли. Абсолютная высота — 18 метров над уровнем моря.
Улхаснагар расположен на расстоянии приблизительно 30 километров к северо-востоку от Мумбаи, административного центра штата и на расстоянии 1115 километров к юго-западу от Дели, столицы страны.

## История
Город основан 8 августа 1949 года на месте лагеря беженцев-синдхов из Западного Пакистана, который, в свою очередь, появился в 1947 году.

## Демография
По данным последней официальной всеиндийской переписи 2001 года, население составляло 473 731 человек, из которых мужчины составляли 53,2 %, женщины — соответственно 46,8 %. Уровень грамотности населения составлял 75,6 % (при среднем по Индии показателе 59,5 %). 12 % населения составляли дети до 6 лет.

Динамика численности населения города по годам:
| 1991    | 2001    | 2012    |
| ------- | ------- | ------- |
| 369 077 | 473 731 | 587 636 |

## Транспорт
В городе расположена железнодорожная станция Пригородной железнодорожной сети Мумбаи (Mumbai Suburban Railway). Ближайший аэропорт — Международный аэропорт имени Чатрапати Шиваджи (Мумбаи).